# ثورة باتافي

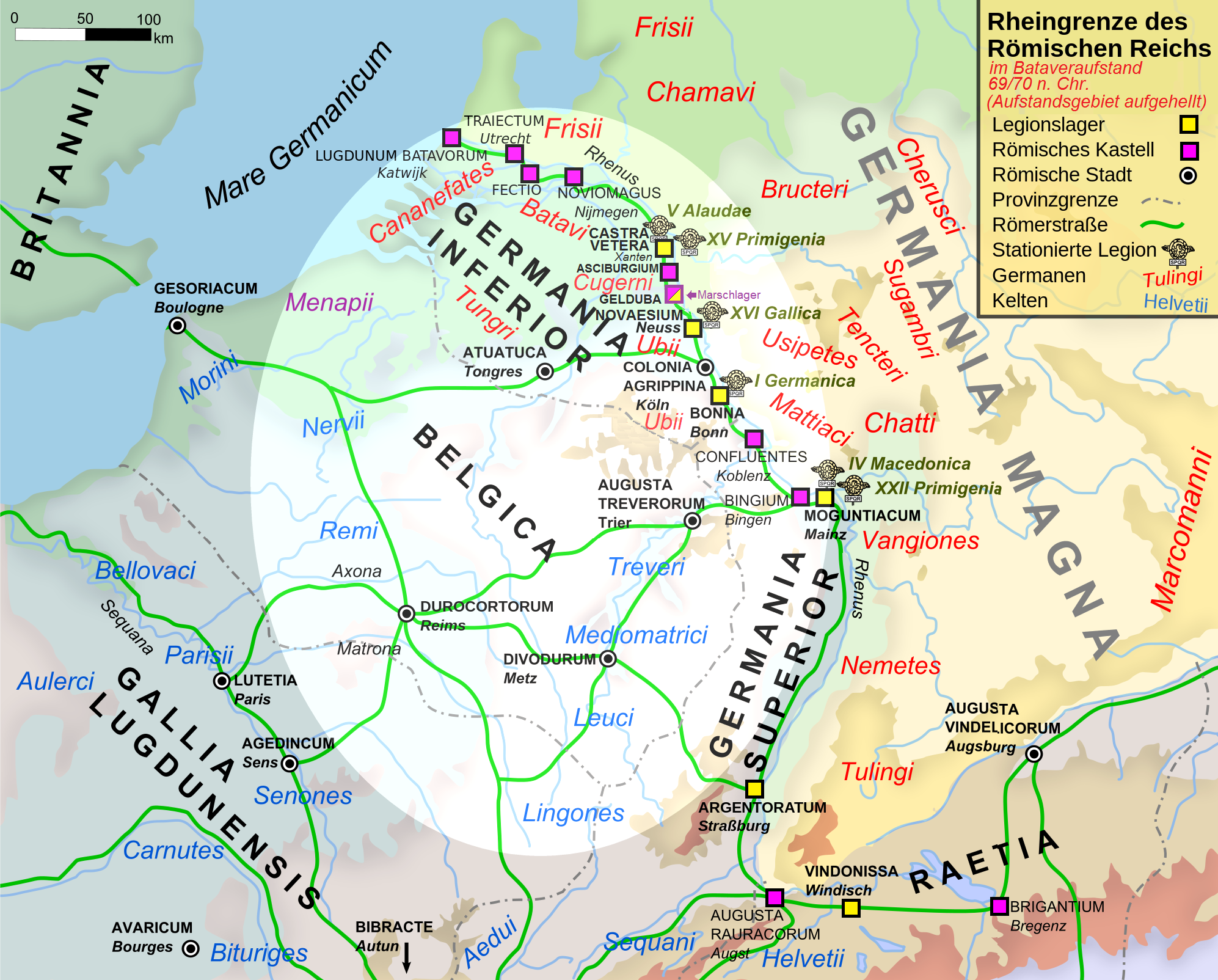
حدود الراين الرومانية في وقت تمرد باتافي (69/70 م). تم تفتيح منطقة الشغب.

وقعت ثورة باتافي في مقاطعة رومانية من جرمانيا الصغرى بين 69 و70م. وهي انتفاضة ضد الإمبراطورية الرومانية في باتافي، وهي قبيلة جرمانية صغيرة لكنها قوية عسكريًا سكنت باتافيا، على دلتا نهر الراين. سرعان ما انضمت إليهم قبائل سلتيك من جاليا، بلجيكا وبعض القبائل الجرمانية.
تحت قيادة أميرهم الوراثي غايوس يوليوس سيفيليس، وهو ضابط مساعد في الجيش الإمبراطوري الروماني، تمكن باتافي وحلفاؤهم من إلحاق سلسلة من الهزائم المهينة بالجيش الروماني، تضمنت تدمير فيلقين. بعد هذه النجاحات الأولية، هزم جيش روماني ضخم بقيادة الجنرال الروماني كوينتوس بيتيليوس سيرياليس المتمردين في النهاية. بعد محادثات السلام، استسلمت باتافي مرة أخرى للحكم الروماني، لكنهم اضطروا لقبول الشروط المهينة وفيلق متمركز بشكل دائم على أراضيهم، في نوفيوماجوس (نيجميجن الحديثة، هولندا).
كانت باتافي قبيلة فرعية من الجرمانية، مجموعة قبلية هاجروا إلى المنطقة الواقعة بين نهري الراين ووال، في ما أصبح مقاطعة رومانية من جرمانيا الصغرى. كانت أراضيهم، رغم الرواسب الطينية الخصبة، غير قابلة للزراعة إلى حد بعيد، وتتكون أساسًا من مستنقعات دلتا نهر الراين. وكان عدد سكان باتافي الذي يمكن أن تدعمه ضئيلًا، لم يتجاوز 35,000 في ذلك الوقت.
كانوا شعب حرب، وفرسان مهرة، وملاحين وسباحين. لذلك كانوا مصدرًا ممتازًا للجنود. في مقابل الامتياز غير المعتاد للإعفاء من الراتب -الضرائب المباشرة على الأرض والرؤوس التي تخضع لها معظم البيريجريني- وفروا عددًا غير متناسب من المجندين إلى جوليو كلوديان أوكسيليا. وقدموا معظم حراس الإمبراطور أوغسطس، النخبة من الحراس الشخصيين الجرمانيين، التي استمر وجودها حتى عام 68 بعد الميلاد. بلغ عدد رجال باتافي نحو 5000 رجل، ما يعني أنه طوال فترة جوليو كلوديان بأكملها، قد يكون أكثر من 50٪ من جميع ذكور باتافي الذين بلغوا سن الخدمة العسكرية (16 عامًا) قد جُندوا في أوكسليا، وهكذا، فإن باتافي، مع أنهم مثلوا نحو 0.05٪ من إجمالي سكان الإمبراطورية عام 23 بعد الميلاد، قدموا نحو 4٪ من إجمالي المساعدة، أي 80 ضعف حصتهم المتناسبة. اعتبرهم الرومان الأفضل والأكثر شجاعة من مساعديهم، وفي الواقع من كل قواتهم. في الخدمة الرومانية، أتقنوا أسلوبًا فريدًا للسباحة عبر الأنهار مرتدين الدروع والأسلحة الكاملة.
كان جايوس يوليوس سيفيليس -اسم لاتيني معتمد، وليس اسم موطنه الأصلي- أميرًا وراثيًا لباتافي وحاكمًا -ضابطًا آمرًا- لمجموعة باتافي. كان من قدامى المحاربين في الخدمة المتميزة لمدة 25 عامًا في الجيش الروماني، وقد لعب هو وأتباع باتافي الثمانية دورًا مهمًا في الغزو الروماني لبريطانيا سنة 43 بعد الميلاد وما تلاه من إخضاع لتلك الدولة (43-66).
بحلول عام 69، أصبح سيفيليس وأفواج باتافي وشعب باتافي مستائين تمامًا من روما. بعد انسحاب أفواج باتافي من بريطانيا عام 66، ألقي القبض على سيفيليس وشقيقه -وهو أيضًا حاكم- من قبل حاكم جرمانيا بتهم باطلة بالخيانة. أمر الحاكم بإعدام الأخ، وأرسل سيفيليس إلى روما مقيدًا بالسلاسل ليحكم عليه الإمبراطور الروماني نيرو. يشير الاختلاف في المعاملة إلى أن الأخ لم يكن مواطنًا من رعايا الإمبراطورية، في حين أن سيفيليس، كما يوحي اسمه، قد مُنح الجنسية الرومانية، الأمر الذي خوله أن ينظر الإمبراطور في قضيته شخصيًا. بينما كان سيفيليس في السجن في انتظار المحاكمة، أطيح بنيرو سنة 68 بعد الميلاد من قبل جيش قاده إلى إيطاليا حاكم هسبانيا تاراكونينسيس، الجنرال المخضرم جالبا. انتحر نيرو، منهيًا حكم سلالة جوليو كلوديان، التي أسسها أغسطس قبل قرن من الزمان. أُعلن جالبا إمبراطورًا. بُرئ سيفيليس من تهمة الخيانة وسُمح له بالعودة إلى دياره.
بالعودة إلى جرمانيا، يبدو أنه أُلقي القبض على سيفيليس مرة أخرى، هذه المرة بأمر من الحاكم الجديد أولوس فيتيليوس، بناءً على حث الجحافل التي كانت تحت قيادته، التي طالبت بإعدام سيفيليس. وفي الوقت نفسه، حل جالبا فوج الحراس الشخصيين الألماني، الذي لم يكن يثق به بسبب الولاء الذي قدموه لنيرو في أيامه الأخيرة. أدى هذا إلى نفور عدة مئات من قوات الباتافي، بل وأمة باتافي بأكملها، الذين عدوها إهانة خطيرة. في الوقت نفسه، انهارت العلاقات بين مجموعات باتافي الثمانية وفيلقهم الأم الرابع عشر جيمينا، التي ارتبطوا بها منذ غزو بريطانيا قبل 25 عامًا. اندلعت الكراهية المشتعلة بين الفيلق الروماني ومساعديهم الألمان في قتال خطير في مناسبتين على الأقل.